# Naha
La ciudad de Naha (那覇市 Naha-shi?) es la ciudad capital de la prefectura de Okinawa en Japón. La ciudad actual fue fundada el 20 de mayo de 1921. Sin embargo fue antiguamente uno de los sitios más poblados de las islas Ryukyu y la capital del reino Ryukyu desde principios del siglo XV hasta su abolición en 1879 (para algunos 1872).
Naha es una ciudad costera ubicada en la parte sur de la isla de Okinawa, la mayor de las islas Ryukyu. Su costa se encuentra sobre el mar de China Oriental.
Naha es el centro político, económico y educativo de la prefectura de Okinawa. Durante el período feudal fue también el centro religioso de la dinastía Ryukyu.

## Historia
En Naha fueron hallados algunas reliquias arqueológicas de la Edad de Piedra. También fueron halladas antiguas monedas chinas del período Jomon.
En la actualidad la ciudad de Naha se ha desarrollado alrededor del castillo Shuri, el palacio del reino Ryukyu. Durante el período del reino Ryukyu existieron cinco distritos en el área de la actual Naha.
Luego de la sustitución del reino Ryukyu con Naha Han en 1872 Naha se convirtió en la capital de Naha Han. Naha Han fue abolida en 1879 y el anterior reino Ryukyu fue unido a la prefectura de Kagoshima. Con el posterior establecimiento de la prefectura de Okinawa Naha se convirtió en su ciudad capital.
Cuando la ciudad de Naha fue fundada en 1921 en el área de la actual Naha existían diversas municipalidades, incluyendo la ciudad de Naha y la ciudad de Shuri. Más tarde Shuri fue fusionada a Naha.
Durante la batalla de Okinawa en la Segunda Guerra Mundial los ataques de las fuerzas estadounidenses produjeron severos daños sobre Naha. El centro de la ciudad debió ser reconstruido por completo.

## Centro
El centro de Naha consiste de Palette Kumoji, donde se encuentran ubicados la oficina de la prefectura de Okinawa, el ayuntamiento de Naha al igual que muchos bancos y corporaciones acompañados por nueve centros comerciales. Kokusai Dōri, la principal franja de entretenimiento en Naha, se encuentra cerca de Kumoji y posee una extensión de 1,6 km. Existen muchos restaurantes al igual que centros comerciales y tiendas de souvernirs para turistas. La vida nocturna en Kokusai Dori se mantiene vibrante con numerosos clubes, bares y lugares de comidas abiertos hasta la mañana. Kokusai Dori termina en la terminal principal de autobuses de Okinawa. Existe también una estación para el único sistema ferroviario de Okinawa, el Yui Rail.

## Artes marciales
Naha-te ("mano Naha"), es un tipo de arte marcial desarrollada en Naha. Junto a los estilos de artes marciales de Tomari y Shuri formó los cimientos para el Okinawa-te, de la cual más tarde derivó el actual karate-do.

## Educación
Existen cuatro universidades en Naha. Dos de ellas pertenecen a la prefectura de Okinawa y otras dos son privadas. La Universidad de los Ryukyus, la única universidad nacional en la prefectura de Okinawa, se encontraba también en Naha, en el sitio del castillo Shuri. Luego de la restauración del castillo la universidad se mudó al pueblo de Nishihara al norte de Naha.

## Turismo

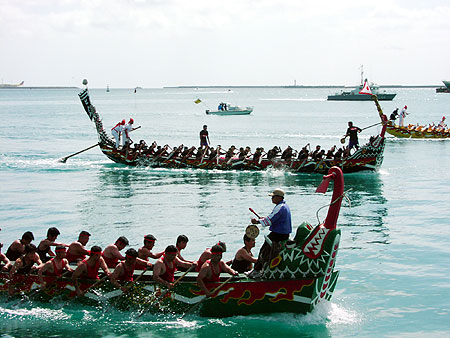
Naha Hari

El castillo Shuri, anterior palacio de la dinastía Ryukyu, es uno de los más importantes gusuku (castillo okinawense) y más importantes sitios históricos en Naha. El palacio fue destruido casi por completo en 1945 por un ataque del ejército estadounidense. Tras la guerra la universidad de los Ryukyus fue construida sobre el sitio. Actualmente el castillo Shuri se encuentra reconstruido, incluyendo el Shurei no Mon, su puerta principal, y fue registrado como Patrimonio de la Humanidad en la Unesco, como parte de la denominación Sitios Gusuku y bienes culturales asociados del reino de Ryukyu.
El Lago Man, cubierto por bosques de manglares sobre la frontera de la ciudad de Tomigusuku, se encuentra listado en la lista Ramsar de humedales.

## Transporte
Naha cuenta con el Aeropuerto de Naha y el puerto de Naha.
El Monorraíl de Okinawa transporta pasajeros desde el aeropuerto de Naha hasta el centro de la ciudad y a la terminal en la estación Shuri, la más cercana al castillo Shuri.

## Ciudades hermanas
- Fuzhou, desde 1981
- Honolulu, desde 1961.
- Kawasaki (Kanagawa) desde 1996.
- Nichinan, Miyazaki desde 1969.
- São Vicente, desde 1978.
- São Paulo.
- Puebla
- Monterrey